# Förnaklokrypare
Förnaklokrypare (Neobisium carcinoides) är en art av spindeldjur som först beskrevs av den franske läkaren och naturvetaren Johann Hermann år 1804. Den ingår i släktet Neobisium och familjen helplåtklokrypare (Neobisiidae). Arten är reproducerande i Sverige.

## Underarter
Arten delas in i följande underarter:
- N. c. balcanicum
- N. c. carcinoides